# Noiembrie 1987
Acest articol este generat integral pe baza informațiilor din articolul 1987 și este actualizat periodic de un robot.
 Editările făcute în articol vor fi șterse la următoarea actualizare! Dacă doriți să faceți modificări, editați articolul-sursă.

ianuarie -
februarie -
martie -
aprilie -
mai -
iunie -
iulie -
august -
septembrie -
octombrie -
noiembrie -
decembrie
Noiembrie 1987 a fost a unsprezecea lună a anului și a început într-o zi de duminică.

## Evenimente
- 1 noiembrie: Nelson Piquet își câștigă al treilea titlu mondial la Formula 1.
- 15 noiembrie: La Brașov au avut loc manifestațiile spontane ale muncitorilor de la uzinele „Roman" împotriva regimului ceaușist, manifestații la care s-a alăturat o parte din populația orașului.

## Nașteri
- 4 noiembrie: Artur Marcin Jędrzejczyk, fotbalist polonez
- 4 noiembrie: Nemanja Pejčinović, fotbalist sârb
- 5 noiembrie: Kevin Jonas (Paul Kevin Jonas II), actor și muzician britanic (Jonas Brothers)
- 6 noiembrie: Ana Ivanović, jucătoare sârbă de tenis
- 6 noiembrie: Ameera al-Taweel, filantrop și prințesă din Arabia Saudita
- 7 noiembrie: Olimpia Melinte, actriță română
- 7 noiembrie: Halîna Pundîk, scrimeră ucraineană
- 10 noiembrie: Sten Priinits, scrimer estonian
- 17 noiembrie: Kat DeLuna, cântăreață americană, de etnie dominicană
- 21 noiembrie: Gloria Gorceag, cântăreață și textieră din Republica Moldova
- 22 noiembrie: Marouane Fellaini-Bakkioui, fotbalist belgian
- 22 noiembrie: Leanca Grâu (n. Leana Gheorghievna Ilnițkaia), actriță rusă
- 22 noiembrie: Ahn Yong-joon, actor sud-coreean
- 24 noiembrie: Jeremain Marciano Lens, fotbalist neerlandez (atacant)
- 25 noiembrie: Abel Valdez, fotbalist argentinian
- 26 noiembrie: Kenneth Steffers, jurnalist și scriitor neerlandez
- 26 noiembrie: Fernando Varela (Fernando Lopes Varela Santos), fotbalist capverdian
- 26 noiembrie: Matthew Ebden, jucător australian de tenis
- 29 noiembrie: Stephen Edward O'Halloran, fotbalist irlandez

## Decese
- 1 noiembrie: Vasile Drăguț, 59 ani, istoric de artă român (n. 1928)
- 4 noiembrie: Pierre Seghers, 81 ani, poet francez (n. 1906)
- 16 noiembrie: Vasili Juravliov, 83 ani, regizor și scenarist sovietic de film (n. 1904)
- 19 noiembrie: Brand Blanshard (n. Percy Brand Blanshard), 95 ani, filosof american (n. 1892)
- 19 noiembrie: Lee Byung-chul, 77 ani, antreprenor sud-coreean (n. 1910)
- 30 noiembrie: Thomas "Pae-dog" McEvoy, 39 ani, muzician american (n. 1947)